# Torri del Benaco
Torri del Benaco is een gemeente in de Italiaanse provincie Verona (regio Veneto) en telt 2924 inwoners (31-12-2009). De oppervlakte bedraagt 51,4 km², de bevolkingsdichtheid is 56 inwoners per km².
De volgende frazioni maken deel uit van de gemeente: Albisano, Pai.

## Demografie
Torri del Benaco telt ongeveer 1418 huishoudens.
Het aantal inwoners steeg in de periode 1991-2001 met 6,1% volgens cijfers uit de tienjaarlijkse volkstellingen van ISTAT.
| Jaar | Inwoneraantal |
| ---- | ------------- |
| 1991 | 2474          |
| 2001 | 2626          |
| 2009 | 2924          |

## Geografie
De gemeente ligt op ongeveer 67 m boven zeeniveau.
Torri del Benaco grenst aan de volgende gemeenten: Brenzone, Costermano, Garda, Gardone Riviera (BS), Gargnano (BS), Salò (BS), San Felice del Benaco (BS), San Zeno di Montagna, Toscolano-Maderno (BS).

## Geboren
- Domizio Calderini (1446-1478), humanistisch geleerde

## Foto's

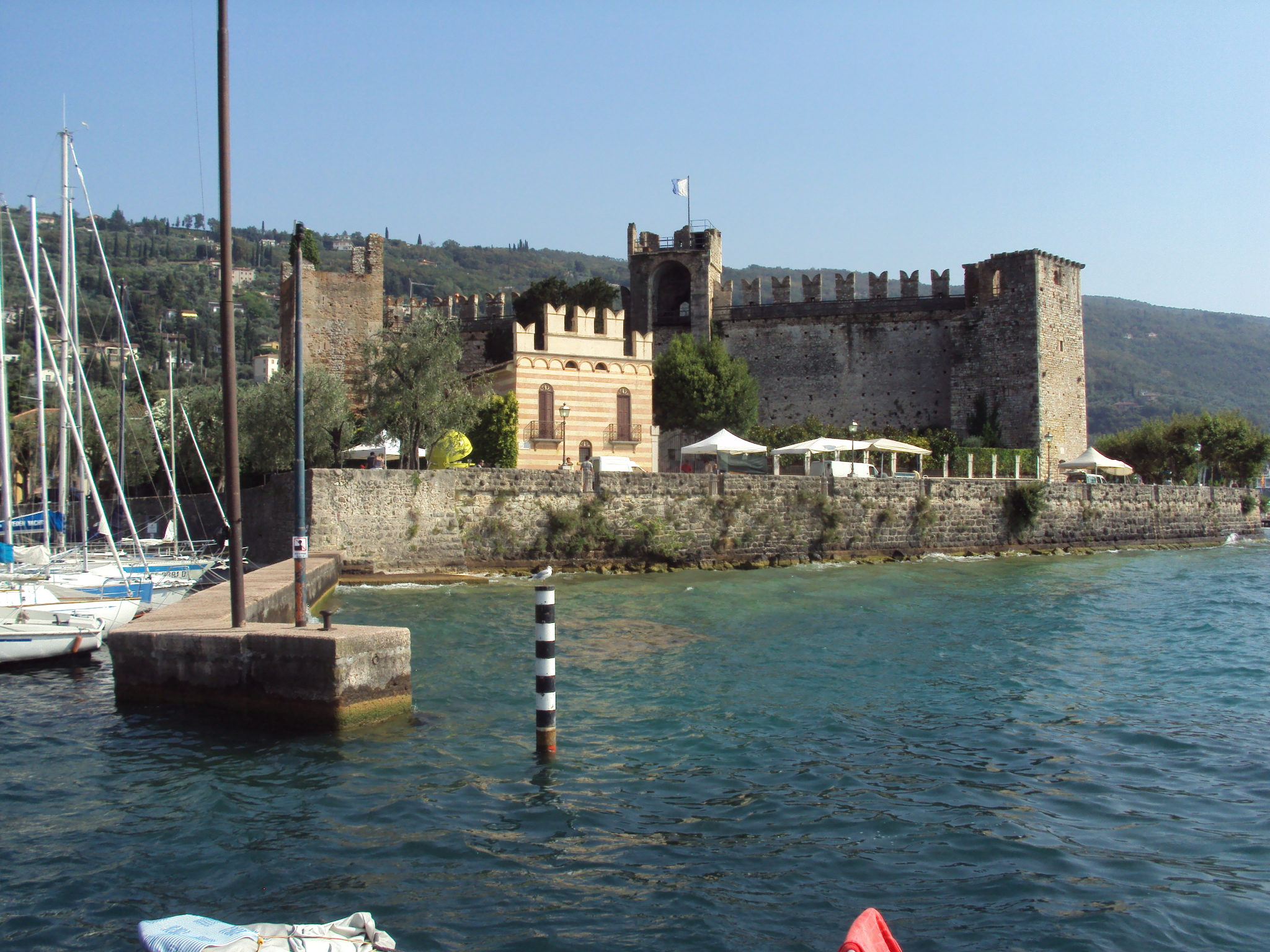
Burcht Castello Scaligero Torri del Benaco
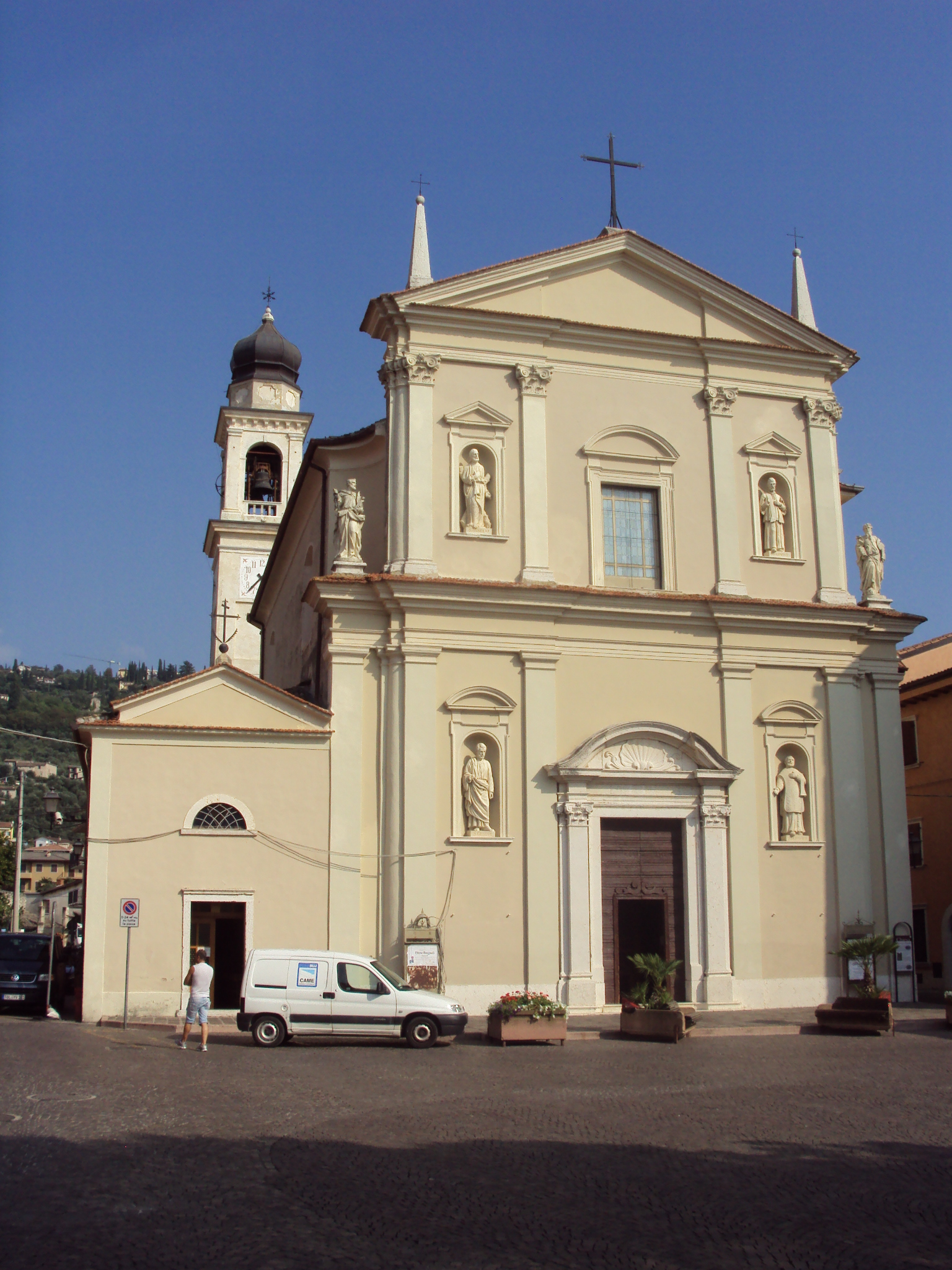
Kerk Torri del Benaco
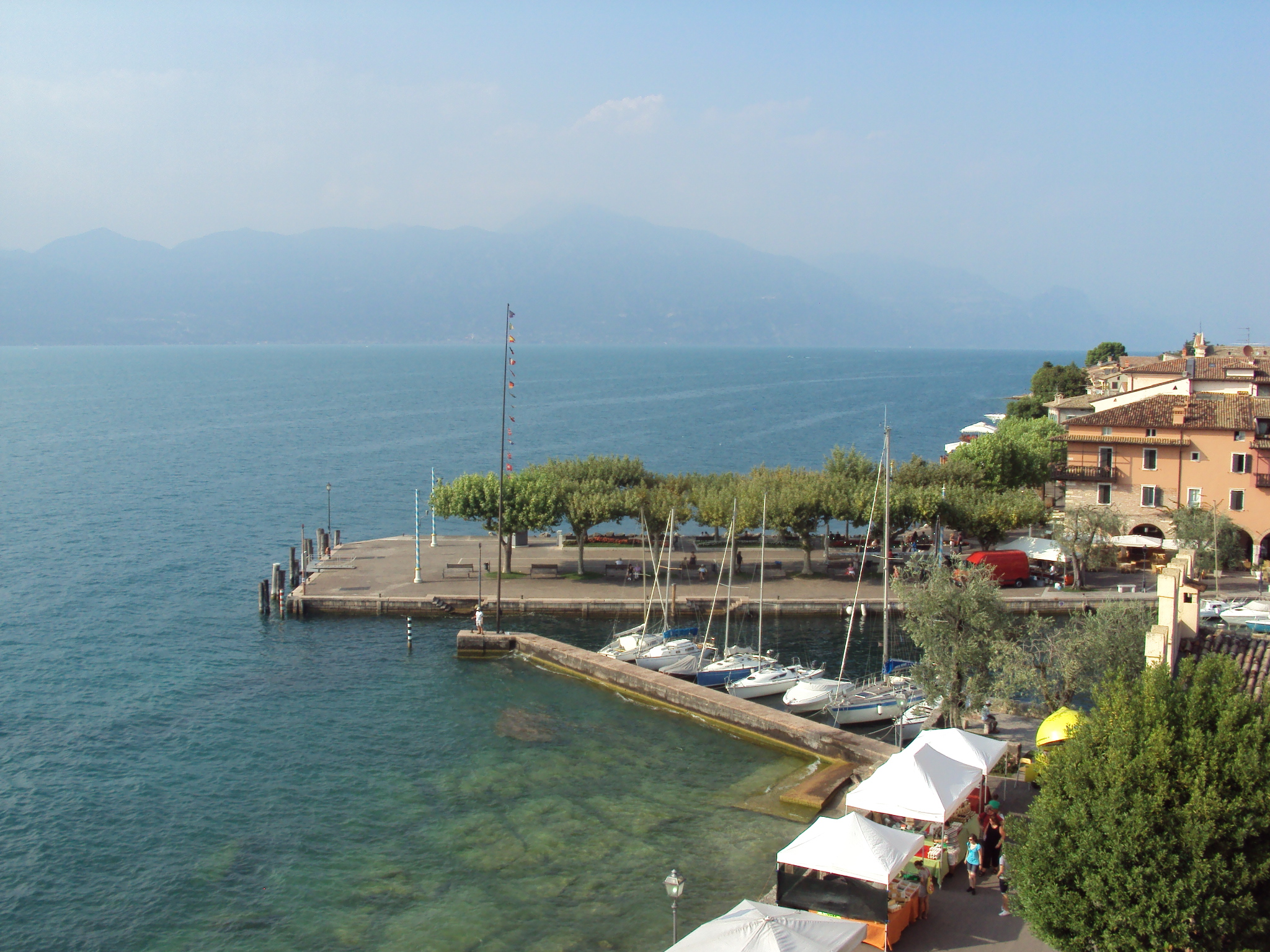
Gardameer Torri del Benaco